# Grzegorz XIII
Grzegorz XIII (łac. Gregorius XIII, właśc. Ugo Boncompagni; ur. 1 lub 7 stycznia 1502 w Bolonii, zm. 10 kwietnia 1585 w Rzymie) – papież w okresie od 13 maja 1572 do 10 kwietnia 1585.

## Życiorys

### Wczesne życie
Był synem bogatego kupca, Cristofora Boncompagniego i patrycjuszki, Angeli Marescalchi. Studiował prawo na Uniwersytecie Bolońskim, a w 1530 roku uzyskał stopień doktora utroque iure i przez następne osiem lat wykładał na tej uczelni. Kiedy w 1539 roku przyjechał do Rzymu, papież Paweł III powierzył mu urząd sędziego na Kapitolu i wicekanclerstwo w Kampanii. W 1545 roku Buoncompagni został referendarzem Najwyższego Trybunału Sygnatury Apostolskiej. Papież Paweł IV mianował go sekretarzem swojego bratanka kardynała Carla Carafy. Z nim Ugo wypełnił dwie misje dyplomatyczne, w 1556 we Francji i rok później w Brukseli. W 1558 został biskupem Vieste, ale po dwóch latach zrezygnował z tego stanowiska. Dopiero w związku z tą nominacją przyjął święcenia kapłańskie. Na życzenie papieża Piusa IV udał się w 1561 roku razem z legatem kardynałem Ludovico Simonettą na obrady soboru trydenckiego. Jego udział w redagowaniu dekretów soborowych był tak znaczący, że Pius IV w dowód uznania mianował go w 1565 roku kardynałem prezbiterem kościoła św. Sykstusa w Rzymie. Powierzył mu też misję rozwiązania sprawy arcybiskupa Toledo Bartolomé Carranzy oskarżonego o herezję, której inkwizycja dopatrzyła się w jego Katechizmie chrześcijańskim i uwięziła hierarchę. W podróży do Hiszpanii Buoncopagniemu towarzyszył jako teolog Felice Peretti, późniejszy papież Sykstus V. Król Filip II Habsburg obdarzył wysłannika papieża dużym zaufaniem, a poparcie ze strony monarchy okazało się decydujące o wyborze na Tron Piotrowy. Wyrok na Carranzę został wydany dopiero przez Grzegorza XIII i wbrew oczekiwaniom króla był łagodny (odwołanie kwestionowanych twierdzeń).

### Pontyfikat

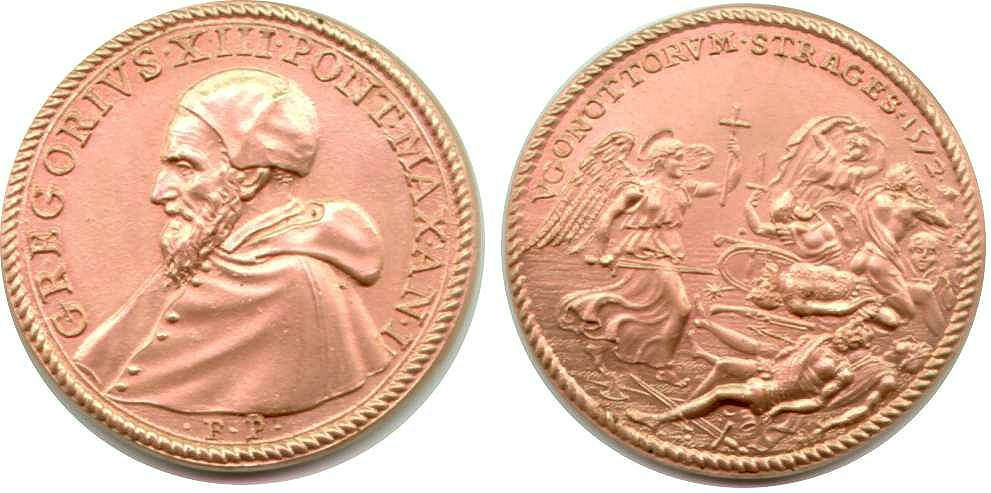
Medal pamiątkowy z wizerunkiem Grzegorza XIII z 1572.

Po śmierci Piusa V kardynałowie, w ciągu niespełna 24 godzin, wybrali Ugona Buoncompagniego na nowego papieża. Stało się to możliwe, gdy najpoważniejszy kandydat, kardynał Alessandro Farnese, na prośbę króla hiszpańskiego Filipa II zrezygnował. Po wyborze na papieża Ugo Buoncompagni przybrał imię na cześć Grzegorza I (590-604), którego uważał za swojego patrona. Został koronowany 25 maja 1572.
Podczas swojego pontyfikatu Grzegorz podniósł intelektualny poziom kleru, zakładając przy pomocy jezuitów szkoły w Rzymie i innych miastach. Kolegium Rzymskie, później nazwane Uniwersytetem Gregoriańskim, do dziś jest jednym z głównych ośrodków myśli chrześcijańskiej. Dokonał także połączenia Collegium Germanicum z Collegium Hungaricum i dofinansował je na tyle, że mogły one przyjąć do 100 kleryków. Będąc pod wpływem Karola Boromeusza, realizował zalecenia soboru trydenckiego – polecił opublikować zbiór nowego prawa kanonicznego. Założył także liczne nuncjatury, które nadzorowały realizację wprowadzania założeń soborowych. Odprawiał trzy msze święte w tygodniu i w każdą niedzielę, co w okresie renesansu należało do rzadkości. Jednocześnie wzorem innych władców swej epoki uważał, że innowierców trzeba zwalczać mieczem i ogniem. Pochwalił więc w 1572 r. paryską rzeź 10 tysięcy hugenotów, zwaną nocą św. Bartłomieja i w podzięce odprawił uroczyste nabożeństwo dziękczynne oraz Te Deum.
W polityce zagranicznej papież odniósł pewne sukcesy – unia z Arras z 1579 umożliwiła zjednoczenie katolickich Niderlandów południowych przeciw kalwińskim Niderlandom północnym. Porażką okazała się jednak próba aprobaty dla spisku na życie angielskiej królowej, Elżbiety I – kraj bowiem pozostał protestancki, a papieżowi nie udało nakłonić się króla Filipa II do najazdu na Anglię z Irlandii. Fiaskiem zakończyły się też negocjacje z Kościołem prawosławnym w Moskwie i Kościołem luterańskim w Szwecji.
Powołał specjalną grupę i zlecił jej opracowanie kalendarza gregoriańskiego, który jest używany do czasów współczesnych. W skład tej komisji wchodzili: jezuita Christoph Clavius i kardynał Guglielmo Sirleto. Komisja rozpatrywała projekt kalendarza, autorstwa lekarza, Luigiego Lilio. Nowy kalendarz zastąpił kalendarz juliański od 15 października 1582. Grzegorz XIII wydał 13 lutego bullę, w której nakazał opuścić 10 dni (po 4 października nastąpił od razu 15 października), a w przyszłości nie traktować lat 1700, 1800, 1900, 2100 itd. jako przestępnych.
Grzegorz XIII ustanowił święto Matki Bożej Różańcowej (7 października) w miejsce święta Matki Bożej Zwycięskiej, wprowadzonego przez Piusa V, dla uczczenia pokonania Turków w bitwie pod Lepanto. Dzięki swoim zdolnościom prawniczym uzyskał zwrot ziem papieskich w miejscach, gdzie akt własności był zbędny. Doprowadziło to do niezadowolenia właścicieli ziemskich, rozwoju bandytyzmu i licznych zamieszek w Państwie Kościelnym.

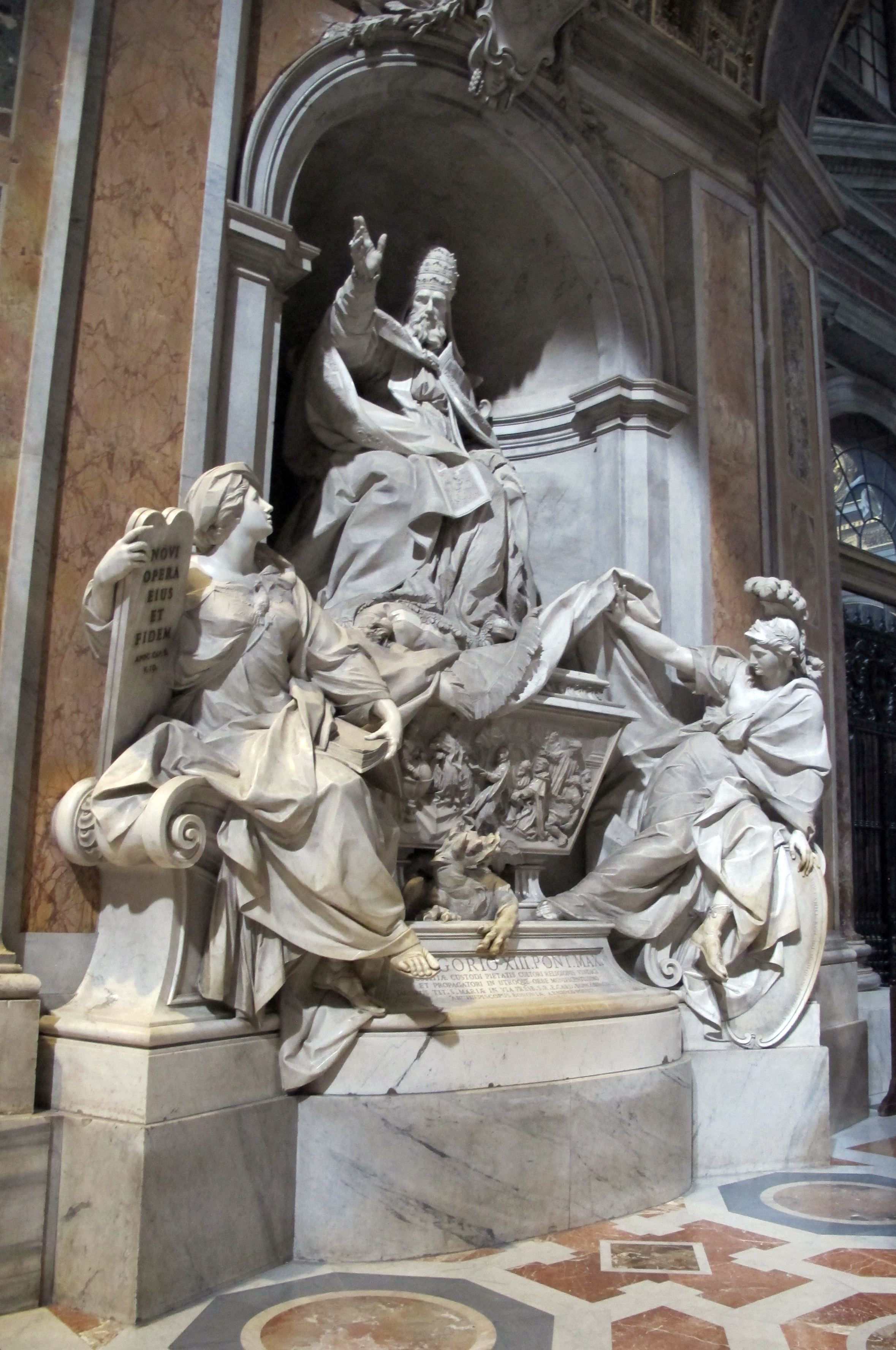
Grób Grzegorza XIII w Bazylice św. Piotra

Kreował 34 kardynałów na ośmiu konsystorzach.

### Życie prywatne
Przed przyjęciem święceń kapłańskich został ojcem chłopca o imieniu Giacomo (1548–1612). Jego matką była Maddalena Fulchini. Syn papieża w dorosłym życiu został zarządcą Zamku św. Anioła.